# 中島喜代子
中島 喜代子（なかじま きよこ）は、日本の住居学者。元三重大学教育学部教授。工学博士（大阪工業大学）・家政学修士（大阪市立大学）。
国土交通省中部地方整備局事業評価監視委員会2009副委員長。三重県ユニバーサルデザインのまちづくり推進協議会2010/2011委員。
住生活学習研究会元メンバー。
専門は住居学・家政学。

## 略歴
1971年大阪市立大学（現：大阪公立大学） 家政学部住居学科卒業。1973年同大学大学院家政学研究科（現：生活科学研究科）住居学専攻修士課程修了。のちに、大阪工業大学大学院工学研究科建築学専攻にて工学博士（大阪工業大学）。 1974年三重大学教育学部に着任。その後1987年同学部助教授を経て、1999年同学部家政教育教授。2017年同大学退官。
主な所属学会は、日本建築学会、日本家政学会 、日本家庭科教育学会など。
主な著書は、共働き家庭の住空間について-1-家事合理化との関連：家政学雑誌（共著、日本家政学会1980、学術書）、ストレスと子どもの居場所（共著、家政教育社2002、学術書）。

## 主な研究
- 住居観からみた団地居住者の住意識および住行為の研究
- 住居志向からみた子どもの住空間認識の発達
- 共働き家庭の住空間について[7]
- 子供部屋に関する研究
- 外国人居住者の住居問題に関する研究